# Seyfi Dursunoğlu
Seyfettin Dursunoğlu, dit Seyfi Dursunoğlu (prononcé [sɛj.'fi duɾ.sun.o:.'ɫu], né le 1er octobre 1932 à Trabzon et mort le 17 juillet 2020 à Istanbul, est un comédien et animateur de télévision turc incarnant depuis le début des années 1970 le personnage de Huysuz Virjin, un travesti acariâtre.

## Biographie
Seyfi Dursunoğlu est né en 1932 à Trabzon. Après avoir terminé ses études au lycée Haydarpaşa, il a étudié la philologie anglaise mais a quitté l'université pour travailler comme fonctionnaire à l'Institution d'assurance sociale, puis a travaillé pendant 18 ans en tant qu'officier public à l'Institution d'assurance sociale.
À partir du début des années 1970, il crée un personnage de travesti acariâtre mais plein d'esprit, Huysuz Virjin (« la vierge grincheuse »), ce qui le rend très populaire. Il se retire de la scène en 2010, considérant que le Conseil supérieur de l'audiovisuel turc ne permet plus de montrer un homme habillé en femme à la télévision.
Il est décédé le 17 juillet 2020 à Istanbul l'Hôpital Altunizade Acıbadem en raison de complications d'une pneumonie provoquée par la BPCO dont il souffrait.